# Кислицьке
Кисли́цьке — село в Україні, у Томашпільській селищній громаді Тульчинського району Вінницької області.

## Опис села
Село Кислицьке розташоване на відстані 17 км від районного центру — Томашполя та за 10 км від станції Вапнярка. Відстань до обласного центру, міста Вінниці — 120 км.
Площа населеного пункту становить 208 га. На 1 січня 2012 року в Кислицькому проживало 612 жителів, нараховувалось 388 дворів.
В Кислицькому є 2 ставки, один з яких розташований в центрі села. Зарибнений, щороку сюди прилітають виводити своє потомство лебеді; став є місцем відпочинку місцевих мешканців. Ще один ставок розташований за межами села, поблизу діє водокачка, яка постачає воду до Вапнярки та Містечка.
Лісів та лісосмуг нараховується 202,8 га, які розташовані за межами села та відносяться до ТОВ «Райкомунліс». На території громади є три урочища: «Урочище тік», «Урочище господарство» та «Урочище польовий стан».
Назва села походить від хутора козака Кислиці, який поселився на початку 16 століття на землях Єремії Шашкевича.
7 (20) листопада 1917 року, відповідно до Третього Універсалу Української Центральної Ради, увійшло до складу Української Народної Республіки.
12 червня 2020 року, відповідно до Розпорядження Кабінету Міністрів України від  № 707-р «Про визначення адміністративних центрів та затвердження територій територіальних громад Вінницької області», увійшло до складу Томашпільської селищної громади.

19 липня 2020 року, в результаті адміністративно-територіальної реформи та ліквідації  Томашпільського району, увійшло до складу новоутвореного Тульчинського району.

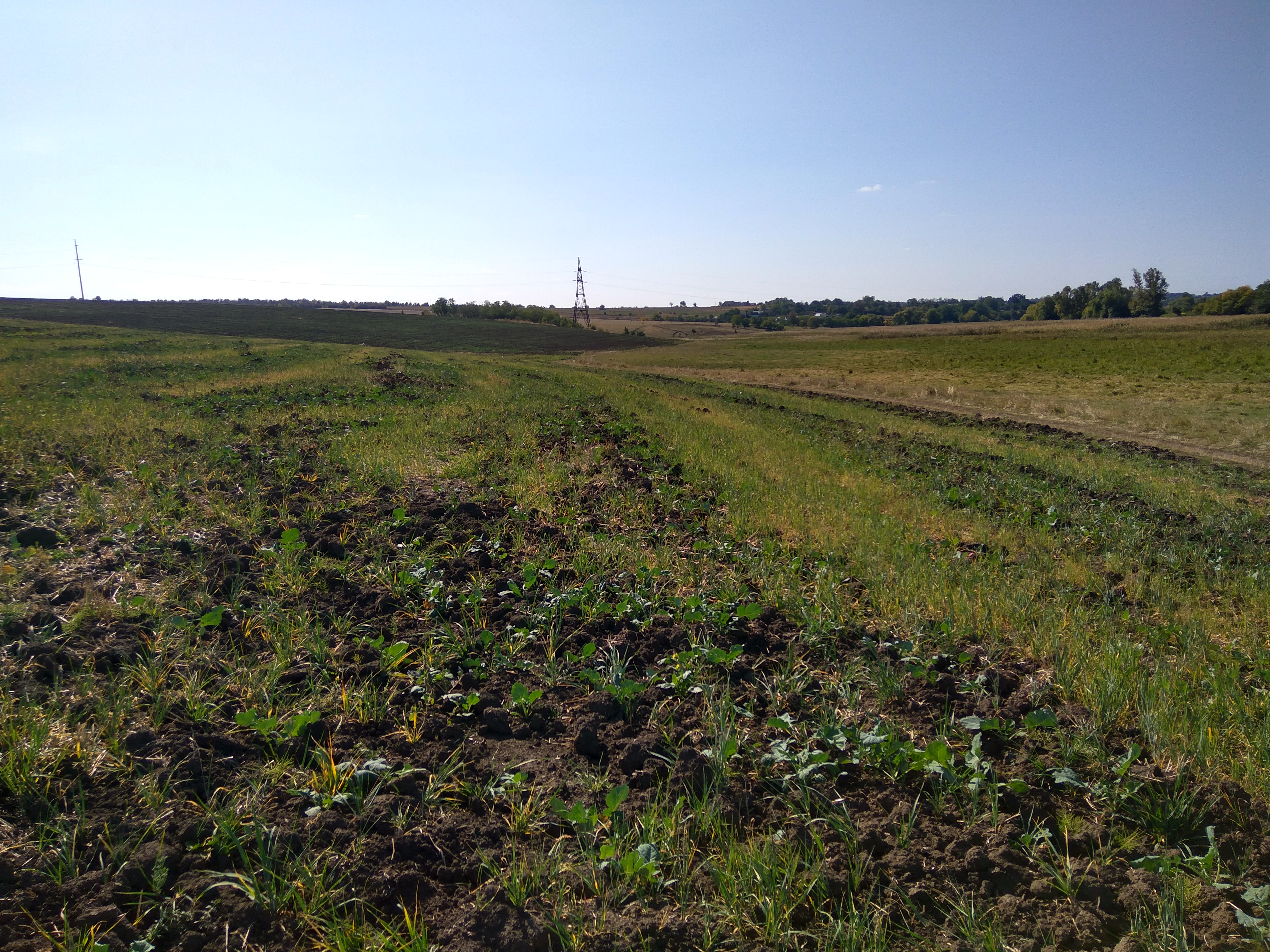
Поселення трипільської культури

## Історія села

### XVI сторіччя
На початку 16 століття на землях Єремії Шашкевича поселився козак Кислиця, а згодом біля нього поселилися козак Чорний та Петрик, і трохи пізніше — втікачі від панської неволі Митрик та Кучер. Згодом поселились й інші люди. Було збудовано млин та церкву з невеликим укріпленням.

### XVII сторіччя
Період визвольних війн Богдана Хмельницького 1648–1657 рр. для села був буремним — багато чоловіків пішли у козацтво, скинули панську адміністрацію — Четвертинські втекли до Польщі.
При поділі адміністративного устрою на полки та сотні, с. Кислицьке увійшло до Брацлавського полку Комаргородської сотні. В селі замість управителя був поставлений сільський отаман, що здійснював військову та адміністративну владу на селі. Першим отаманом на селі був запорозький козак Волошенюк, до нього призначили осавулом багатого козака Щербу.
В 1654 році відбулось прийняття присяги на вірність російському цареві у Комаргороді, на якому були делегати від с. Кислицького.
Разом з промислами міста розвивались промисли села. Так у Кислицькому заявилися сідельники, кушнірі, чоботарі, гончарі, ковалі. Це були так звані партачі, яким не було місця по містах.

### XVIII сторіччя
В часи гайдамаччини кисличани брали активну участь у боротьбі проти своїх гнобителів. На той час отаманом села був Петрик, який і керував загонами повсталих селян. Проте повстання було придушене російськими військами, повсталих селян били різками, вішали. На місці розправи згодом селяни поставили хрест, як пам'ять про загиблих. Зараз він відновлений.

### XIX сторіччя
На час скасування кріпацтва, 1861 р., населення ділилось так:
- заможних селян — 6%,
- середняків — 60%,
- бідняків — 14%,
- халупників і безземельних — 14%.

За участь у польському повстанні князя Четвертинського було позбавлено маєтків. Його майно продали родичу Київського губернатора О. М. Дрентельна. Правила маєтком жінка цього родича Анна Іванівна за допомогою керуючого Бєлінського. Поміщиця Дрентельн мала до 800 га землі на території села Кислицького і в 1901 році продала землю громадянам села.

### XX сторіччя

#### Між революцією та Другою світовою війною
| Рік           | Подія | Персоналії |
| ------------- | --- | --- |
| 1920          | Організований Комітет незаможних селян | |
| 1920          | Почала працювати чотирирічна початкова школа | |
| 1921          | Організована комсомольська організація | 8-10 чоловік. Організатором комсомолу був бідняк Фертюк Антін Іванович |
| 1921          | Організована споживча кооперація | Семчук Кирило і Дмитрук Пахом. |
| 1924          | Голод через неврожай. Всі комсомольці виїхали в інші місця | |
| 1924          | Почала працювати хата-читальня | Перший завідувач — Балан Леонтій Йосипович |
| 1927          | Повторне створення комсомольської організації. В 1928–1929 роках комсомольська організація організувала допомогу бідняцьким господарствам (підготовка ділянки під посів та посів і обробіток ґрунту)                                                                    | Організатори — Бабій Т. Л., Катложинський С. М., Сауляк А., Бермес М. |
| Березень 1930 | Створена сільськогосподарська артіль імені КІМУ (Комуністичного Інтернаціоналу молоді України), у яку об'єдналось 129 бідняцьких і середняцьких господарств. Крім землі і мертвого та живого інвентарю, артіль одержала тягло; землю, інвентар і будинки розкуркулених. | Першим головою колгоспу став Береженко |
| 1930-1933     | Розкуркулення | Вислано сім'ї Холоднюків, Мальницьких, Давидчуків Віталія і Наталкою з сім'єю |
| 1933          | Голодомор. Голова колгоспу дозволяв людям жати зелену пшеницю, брати мед на пасіці, цим людей і врятував. Канібалізму в Кислицькому не було. | Голова колгоспу Євлампій Семчук |
| 1937          | Репресії | Репресовані: Заболотний Данило (арештований 8 березня 1938 р. на робочому місці), Гоголь Павло, Давидчук Андрій. В село вони не повернулись. Відомо, що Заболотний Данило був розстріляний 20 травня 1938 року в м. Вінниці, реабілітований посмертно. Доля інших двох невідома. |

Напередодні німецько-радянської війни головою колгоспу був житель села Масловський Степан Григорович.

#### Німецько-радянська війна
Могилів-Подільський, Ямпільський, Тульчинський, Томашпільський райони були в зоні румунської окупації. Якщо у німецькій зоні окупації над населенням чинили кривавий терор, грабували його, виганяли на роботу до Німеччини, то на території Трансністрії ситуація була дещо краща. Із цієї території до Німеччини населення не забирали, не чинили облав, не робили розкладок. Єдине, що вимагали румунські окупанти від населення — виконання робіт та сплату податків. Губернатором цієї території був Алексіану, а управлінський апарат складався із румунських чиновників, які прагнули якомога краще збагатитись, тому корупція тут процвітала у дуже великих розмірах. Від цього страждало насамперед мирне населення. Не дивлячись на те, що Кислицьке перебувало в румунській зоні окупації, яка не була занадто жорстокою до місцевого населення, становище кисличан було важким.
Німці перебували поряд із селом на водокачці, у військовому містечку та на станції Вапнярка. На території військової частини німці влаштували гетто, куди привозили євреїв із сусідніх районів. Жителі села носили їм воду, їжу, бо ув'язнені були дуже голодними. Їжу перекидали прямо через загорожу, а євреї збирали її із землі. Робити це було небезпечно, бо німецький патруль відганяв селян.
На початку 1942 року в районі було створено дві підпільні організації з центрами у Вапнярці та Рожнятівці, що охоплювали жителів Гнаткова, Томашполя, Кислицького, Жолобів. Роботою організації керували Воронюк, Чорненький, Дмітров, Редько, Березовський. Підпільники розповсюджували зведення радянського інформбюро, випускали листівки, перешкоджали вивозу майна до Німеччини. Участь в підпільній організації брав також кисличанин Клим Бак.
В березні 1944 р. військами Червоної армії було зайнято Томашпіль, а з ним і Кислицьке. 121 житель села загинув на фронтах війни. Більшість із них були мобілізовані в 1944 році після визволення села і загинули, беручи участь у Яссько-Кишинівській операції. В селі залишилось багато сиріт, вдів.

#### Повоєнні роки
У повоєнні роки історія села нерозривно пов'язана з історією колгоспу.
| Роки      | Подія | Голова колгоспу                                                                               |
| --------- | --- | --------------------------------------------------------------------------------------------- |
| 1945-1951 | Після війни не було добрив, техніки, коней. Голодомор 1946–1947 рр. | Масловський С. Г.                                                                             |
| 1952-1955 | Відновлювалось тваринництво — з'явились дійні корови і молодняк ВРХ, збільшилась кількість коней і возів. | Колесник Дмитро Романович, мешканець с. Комаргород                                            |
| 1955-1957 | Колгосп почав будуватися — побудовано свиноферму, вівцеферму, птахоферму, млин, склад і ще деякі будівлі. Досягнуто врожаю цукрового буряку 300 центнерів з га (на окремій ділянці). | Паламар Микола, мешканець с. Яланця                                                           |
| 1957-1960 | Укрупнення колгоспу (Кислицьке з Комаргородом) в колгосп ім. Котовського | Голова колгоспу — Сніцар Григорій Павлович, управляючий в Кислицькому — Балан Іван Омелянович |
| 1960-1972 | В 1960 р. колгосп відокремився від Комаргорода і став імені Шевченка. Знову почали будувати ферми, збільшились врожаї, більше стали давати на трудодень, а в кінці 1960 року колгоспники стали отримувати гроші за вироблені трудодні. Побудували контору колгоспу, дитячий садок, почали будувати будинок культури. | Шевчик Володимир Федорович                                                                    |
| 1972-1978 | Продовжувалося будівництво ферм, механізовувалось виробництво. | Перейма Григорій Давидович, житель с. Ракова                                                  |
| 1978-1979 | | Замоцний Василь Тихонович, житель с. Калинки                                                  |
| 1979-1991 | Закінчили будівництво тваринницького містечка з механізацією всіх виробничих процесів, збудовано будинок механізатора, будувалися ангари, гаражі, склади, новий тік з усім необхідним обладнанням, сільський водогін від водокачки, теплицю і все, що було потрібно для господарства. Дороги всі вимостили твердим покриттям. В 1988 році відкрито пам'ятник загиблим воїнам у Великій Вітчизняній війні. Висота постаменту — 5 метрів. Закінчено будівництво будинку культури в 1990 році. Побудовано медпункт, адмінбудинок, викопано ставок. | Горошко Василь Євгенович, житель с. Комаргород                                                |

В 1991 році в селі було відкрито школу, побудовану коштом та зусиллями місцевого колгоспу на чолі з Горошком Василем Євгеновичем. Багато зусиль до цього доклав її перший директор Бойко Василь Пантелеймонович.

#### Під час незалежності України
В грудні 1992 року колгосп ім. Шевченка було перейменований в КСП (колективне сільськогосподарське підприємство) ім. Шевченка.
В 1997 році Горошко Василь Євгенович звільнився з посади голови КСП і цю посаду два роки, (до 1999 р.) обіймав житель с. Комаргород, уродженець Кислицького, Калась Віктор Іванович. В грудні 1999 року на посаду голови КСП повернувся Горошко В. Є.
Вже в 2000 р. КСП було реорганізовано в СТОВ (Сільськогосподарське товариство з обмеженою відповідальністю) ім. Шевченка. Почався активний процес розпаювання земель між членами СТОВ, колишніми колгоспниками. Завдяки реформам селяни отримали можливість створювати фермерські господарства.
В кінці 1990-х років виникли фермерські господарства Василя Слободянюка, Василя Вапнярука, Олексія Данилюка.
В процесі реорганізації СТОВ ім. Шевченка було утворено в червні 2004 року ПСП (приватне сільськогосподарське підприємство) «Урожайне», його директором став Присяжнюк Іван Меркурійович, керівник господарства с. Марківки. У 2007 році ПСП «Урожайне» продало корпоративні права СТОВ «Кряж і К». З 2012 року СТОВ «Кряж і К» знову орендувало земельні паї жителів с. Кислицького.

## Населення

### Мова
Розподіл населення за рідною мовою за даними перепису 2001 року:
| Мова       | Кількість | Відсоток |
| ---------- | --------- | -------- |
| українська | 749       | 98.68%   |
| російська  | 5         | 0.66%    |
| вірменська | 3         | 0.40%    |
| румунська  | 1         | 0.13%    |
| білоруська | 1         | 0.13%    |
| Усього     | 759       | 100%     |

## Сільська рада
В 1986 році в Кислицькому утворилась сільська рада (до того часу була спільна з Комаргородом). Першим головою сільради став Заведія Федір Михайлович.

## Соціально-культурні заклади

### У минулі сторіччя
У 1754 році в селі було побудована церква на честь мучениці Параскеви. Через старість цей храм був замінений новим у 1878 році. Будівництво нової церкви обійшлося в 12 тис. рублів. Особливо багато для приходу зробив священик Федір Родзевич, який сприяв побудові нової церкви, підняттю морального та релігійного духу пастви, розвитку шкільної справи.
Церковнопарафіяльна школа існувала із 1862 року і мала своє приміщення. В 1909 році навчалося у першому класі — 26 дітей, у другому класі — 16 і в третьому класі — 10-12 дітей. Вчитель був один із середньою освітою. Більша частина населення села була неграмотна.
Лікувальних установ в населеному пункті не було. Медичне обслуговування відбувалося в Комаргородській лікарні. Особливо велика смертність була серед маленьких дітей від 1 місяця до 1 року.
Культурно-освітніх закладів на селі не було, лише багато пивних і дві державних корчми.

### XX сторіччя
У 1920 році почала працювати чотирирічна початкова школа.
У 1924 році запрацювала хата-читальня. В 1927–1929 рр. комсомольська організація в хаті-читальні організувала драматичний гурток, який систематично виступав із постановками, читанням газет, книг, проведенням бесід.
В 1960-ті роки побудовано дитячий садок.

### За незалежності України
Під керівництвом Слюсарчука О. В. в 2003 році відновив роботу дитячий садок в стінах школи, а головне — побудовано газопровід. Робота по будівництву газопроводу розпочалась навесні 2005 року, а вже восени в оселях кисличан запалав блакитний вогник. В 2007 році розпочалось будівництво водогону. В цьому ж році було викопано свердловину, відновлено 3 водонапірних башти, побудовано 700 метрів напірного і 700 метрів безнапірного водогону, підключено до водогону 8 будинків по вул. Макова. У 2008 році було прокладено 6,8 км водогону по селі, підключено до водопостачання школу, дитсадок, тракторну бригаду, ФАП, 147 житлових будинків. У 2011 році до центрального водопостачання було підключено ще 11 споживачів.
Спільними зусиллями громади села відбудована церква, бо той храм, який був у селі з 1878 року, згорів під час пожежі в 2004 році.

## Динаміка населення
| Рік  | Двори | Населення |
| ---- | ----- | --------- |
| 1796 | 63    | 260       |
| 1803 | 82    | 350       |
| 1865 | 165   | 750       |
| 1917 | 275   | 1150      |
| 2012 | 388   | 612       |

## Відомі люди
- Барабан Валерій Олексійович (нар.4 травня 1958, Кислицьке) — художник, скульптор. По завершенні школи навчався в Одеському художньому училищі ім. Грекова. Неодноразово виставляв свої роботи в Тульчинському краєзнавчому музеї. Саме він працював над оформленням стендів Кислицького історико-краєзнавчого музею. Нині Валерій Олексійович плідно працює, здійснює розписи церков та костьолів.
- Вакула Володимир Ісакович — місцевий краєзнавець, засновник історико-краєзнавчого музею с. Кислицького. Інвалід дитинства, закінчивши чотири класи початкової школи, захопився історією рідного краю. Виникло це захоплення з такої пригоди: Володимир Ісакович ще в 50-х роках випадково знайшов на полі після оранки кремнієву сокиру. Зацікавився, написав листа до інституту археології Академії наук УРСР. Звідти приїхав професор М. Л. Макаревич і почались розкопки. Місяць жив професор у будинку Вакули В. І. Так і черпав хлопець знання з історії та археології. Дружба з професором продовжувалась і надалі. Понад 200 цінних експонатів, починаючи з часів неоліту, відшукав, дослідив і описав Володимир Ісакович, а головне — зберіг для односельчан, для молодого покоління. Неодноразово краєзнавцю пропонували продати колекцію, але він планував використати їх для створення музею села. Коли був побудований сільський Будинок Культури музей зайняв дві кімнати, був художньо оформлений. Екскурсоводом в ньому став Володимир Ісакович Вакула.